# David Costabile
David Costabile (Washington, 9 gennaio 1967) è un attore statunitense.
Noto soprattutto per le sue interpretazioni di personaggi secondari in numerose serie televisive, ha recitato inoltre in vari film e spettacoli teatrali a Broadway.

## Biografia
Costabile è nato a Washington ed è di origini italiane. Ha frequentato la Gonzaga College High School, diplomandosi nel 1985, e successivamente la Tufts University. Nel 1998 si è laureato in recitazione presso l'Università di New York.

## Carriera

### Teatro
Costabile è apparso a Broadway ne La tempesta del 1995, nel musical Titanic del 1997 e nel revival di Translations del 2007 realizzato dal Manhattan Theatre Club. Tra il 2003 e il 2010 ha preso parte alla produzione originale e alla riproposizione Broadway del musical Caroline, or Change vincitore di un Drama Desk Award. Nel 2005 ha interpretato il ruolo di Launce in The Two Gentlemen of Verona al Public Theater di New York.

### Televisione
Costabile è conosciuto per le sue interpretazioni nelle serie televisive The Wire (nel ruolo di Thomas Klebanow), Flight of the Conchords (nel ruolo di Doug), Damages (nel ruolo del detective Rick Messer), Breaking Bad e il suo spin-off Better Call Saul (nel ruolo di Gale Boetticher), Suits (nel ruolo di Daniel Hardman), Low Winter Sun (nel ruolo di Simon Boyd) e Billions (nel ruolo di Mike Wagner).
Inoltre è comparso in singoli episodi di varie altre serie, tra cui The Office, Law & Order, Lie to Me, Royal Pains, Dr. House, The Closer, Person of Interest, The Good Wife, Franklin & Bash, Elementary e Ripper Street.
A partire dal 2016 diventa uno dei protagonisti della serie televisiva Billions, dove recita la parte di Mike "Wags" Wagner.

### Cinema
Nel 2009 Costabile ha avuto un ruolo importante nel film Solitary Man nel ruolo di Gary, marito del personaggio di Jenna Fischer. Nel 2010 ha recitato nella commedia Il cacciatore di ex, mentre nel 2012 è apparso nel film Lincoln di Steven Spielberg nel ruolo del rappresentante repubblicano James Ashley. Nel 2013 è apparso nel film Effetti collaterali di Steven Soderbergh e in Runner, Runner nel ruolo del professor Hornstein.

## Vita privata
Nel 2012 Costabile ha sposato Eliza Baldi nella Contea di Bucks, in Pennsylvania.

## Filmografia

### Cinema
- Attacco al potere (The Siege), regia di Edward Zwick (1998)
- Il prezzo della libertà (Cradle Will Rock), regia di Tim Robbins (1999)
- Isn't She Great, regia di Andrew Bergman (2000)
- Il Grinch (How the Grinch Stole Christmas), regia di Ron Howard (2000)
- L'ultima estate - Ricordi di un'amicizia (Stolen Summer), regia di Pete Jones (2002)
- The Great New Wonderful, regia di Danny Leiner (2005)
- Prime, regia di Ben Younger (2005)
- Afterschool, regia di Antonio Campos (2008)
- Notorious B.I.G. (Notorious), regia di George Tillman Jr. (2009)
- Solitary Man, regia di Brian Koppelman e David Levien (2009)
- Il cacciatore di ex (The Bounty Hunter), regia di Andy Tennant (2010)
- Henry's Crime, regia di Malcolm Venville (2010)
- Lincoln, regia di Steven Spielberg (2012)
- Effetti collaterali (Side Effects), regia di Steven Soderbergh (2013)
- Somewhere Slow, regia di Jeremy O'Keefe (2013)
- Runner, Runner, regia di Brad Furman (2013)
- Foreclosure, regia di Richard Ledes (2014)
- 13 Hours: The Secret Soldiers of Benghazi, regia di Michael Bay (2016)
- The Post, regia di Steven Spielberg (2017)
- The Dirt: Mötley Crüe (The Dirt), regia di Jeff Tremaine (2019)

### Televisione
- Dellaventura – serie TV, 1 episodio (1997)
- Will & Grace – serie TV, 1 episodio (2001)
- Law & Order: Criminal Intent – serie TV, 1 episodio (2003)
- Senza traccia (Without a Trace) – serie TV, 1 episodio (2005)
- Flight of the Conchords – serie TV, 12 episodi (2007-2009)
- Damages – serie TV, 16 episodi (2007-2010)
- The Wire – serie TV, 10 episodi (2008)
- United States of Tara – serie TV, 1 episodio (2009)
- The Unusuals - I soliti sospetti (The Unusuals) – serie TV, 1 episodio (2009)
- Three Rivers – serie TV, 1 episodio (2009)
- The Office – serie TV, 1 episodio (2010)
- Law & Order - I due volti della giustizia (Law & Order) – serie TV, 1 episodio (2010)
- Breaking Bad (Breaking Bad) – serie TV, 7 episodi (2010-2011)
- Lie to Me – serie TV, 1 episodio (2011)
- Royal Pains – serie TV, 1 episodio (2011)
- Law & Order - Unità vittime speciali (Law & Order: Special Victims Unit) – serie TV, 1 episodio (2011)
- Dr. House - Medical Division (House, M.D.) – serie TV, episodio 7x20 (2011)
- The Closer – serie TV, 1 episodio (2011)
- Unforgettable – serie TV, 1 episodio (2011)
- Person of Interest – serie TV, 1 episodio (2011)
- The Good Wife – serie TV, 1 episodio (2012)
- Franklin & Bash – serie TV, 1 episodio (2012)
- Elementary – serie TV, 1 episodio (2012)
- The Cleveland Show – serie TV, 1 episodio (2012)
- Suits – serie TV, 11 episodi (2012-2015)
- Low Winter Sun – serie TV, 9 episodi (2013)
- Ripper Street – serie TV, 2 episodi (2013)
- The Blacklist – serie TV, 1 episodio (2014)
- Dig – serie TV, 10 episodi (2015)
- Billions – serie TV, 84 episodi (2016-2023)
- Better Call Saul – serie TV, episodio 4x03 - 4x10 (2018)
- Soulmates – serie TV, 1 episodio (2020)
- Obliterated - Una notte da Panico (Obliterated) – serie TV, 5 episodi (2023)
- Suits LA – serie TV, episodio 1x09 (2025)
- FBI: International – serie TV, episodio 4x19 (2025)

## Doppiatori italiani
Nelle versioni in italiano delle opere in cui ha recitato, David Costabile è stato doppiato da:
- Franco Mannella in The Office, Solitary Man, Law & Order - Unità vittime speciali, Billions, Soulmates
- Antonio Palumbo in Flight of the Conchords, Elementary
- Mino Caprio in Dr. House - Medical Division, Runner Runner
- Stefano Benassi in Suits, The Dirt: Mötley Crüe
- Francesco Orlando in Law & Order: Criminal Intent
- Oliviero Dinelli in Law & Order - I due volti della giustizia
- Gianluca Machelli in Effetti collaterali
- Tony Sansone in Senza traccia
- Lucio Saccone in Damages
- Massimo Rossi in The Wire
- Fabrizio Vidale in Breaking Bad
- Fabrizio Manfredi in The Good Wife
- Dario Oppido in The Closer
- Fabio Boccanera in Lie to Me
- Claudio Fattoretto in Afterschool
- Diego Reggente in Unforgettable
- Saverio Indrio in Person of Interest
- Lorenzo Macrì in Prime
- Carlo Cosolo in Lincoln
- Enzo Avolio in 13 Hours: The Secret Soldiers of Benghazi
- Dario Penne in Low Winter Sun
- Carlo Valli in The Blacklist
- Nanni Baldini in Better Call Saul
- Mario Cordova in Obliterated - Una notte da Panico